# Beniamino Andreatta
Beniamino Andreatta, né le 11 août 1928 à Trente, en Italie, et mort le 26 mars 2007 à Bologne, en Italie, est un économiste et homme politique italien.

## Formation
Licencié en droit, il fait des études d'économie politique à l'université catholique du Sacré-Cœur de Milan et à Cambridge. Professeur universitaire à Milan, Urbino, Trente et Bologne, où il a parmi ses élèves et collaborateurs le futur président du conseil Romano Prodi. Fondateur et doyen de l'université de la Calabre. Fondateur de la maison d'édition "Il Mulino" de Bologne.

## Mandats
Ayant adhéré à l'aile gauche de la Démocratie chrétienne, il est le conseiller économique de Aldo Moro à l'époque où ce dernier était chef du gouvernement (1963 - 1968 et 1974 - 1976). En 1994 il est l'un des fondateurs de l'ancien Parti populaire italien.
Il est sénateur de 1976 à 1992 et député de 1994 à 2001.
Il est député européen de 1984 à 1989 et vice-président du Parti populaire européen de 1984 à 1987.
En août 1979 il devient ministre du Budget dans le 1er gouvernement de Francesco Cossiga. Ministre sans portefeuille dans l'éphémère 2e gouvernement Cossiga (avril - octobre 1980), il devient ministre du Trésor dans le gouvernement de Arnaldo Forlani (octobre 1980 - juin 1981). Il est confirmé au Trésor dans le 1er  et le 2e gouvernement de Giovanni Spadolini (juin 1981 - décembre 1982). Ses relations avec le ministre socialiste des Finances Rino Formica étant exécrables, il est la cause de la démission du 1er gouvernement Spadolini en juillet 1982.
Il redevient ministre en décembre 1992 dans le 1er gouvernement de Giuliano Amato, remplaçant au Budget (avec ad interim la charge de la Caisse du Midi) l'économiste socialiste Franco Reviglio qui venait d'être nommé ministre des Finances. Ministre des Affaires étrangères d'avril 1993 à mars 1994 dans le gouvernement de Carlo Azeglio Ciampi. Ministre de la Défense de juin 1996 à octobre 1998 dans le 1er gouvernement de Romano Prodi.

## Décès
Atteint en pleine séance de la chambre des députés par un accident cérébral foudroyant, il était plongé dans un coma profond depuis le 15 décembre 1999. Il meurt le 26 mars 2007 à Bologne et est enterré au Cimetière monumental de Trente.